# Ochotniczy Legion Arabski
Ochotniczy Legion Arabski (arab. جيش بلاد العرب الحرة) – arabska formacja zbrojna Wehrmachtu, utworzona na Bliskim Wschodzie i złożona z muzułmanów (głównie Arabów). Do legionu należeli również muzułmanie z Afryki Północnej oraz południowo-wschodniej Europy.

## Formacja

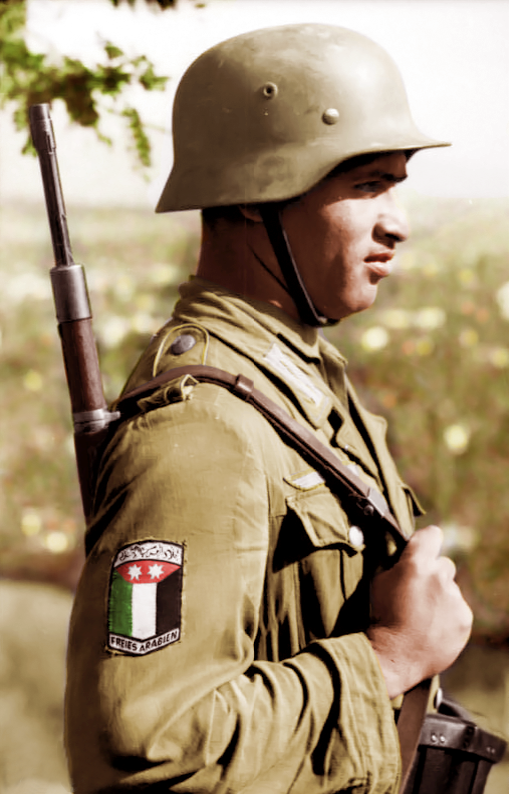
Żołnierz legionu

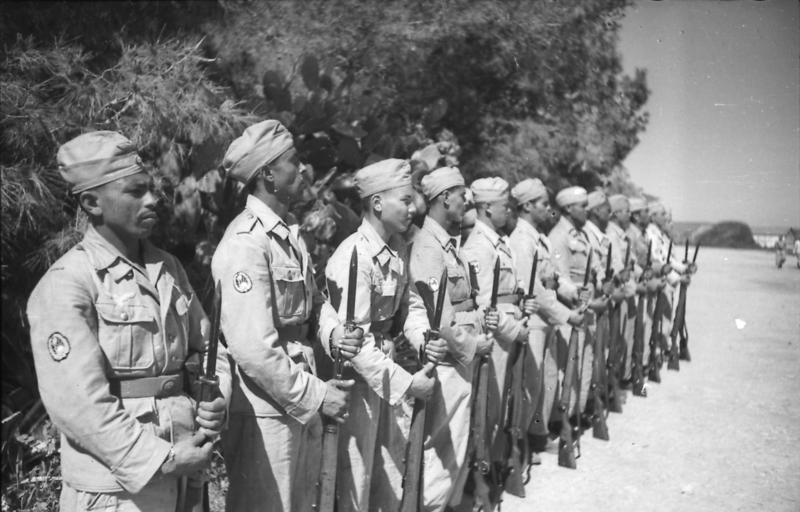
Żołnierze Ochotniczego Legionu Arabskiego.

W 1943 do legionu dołączyło wielu ochotników z Bałkanów, zaś do 19 kwietnia 1943 w oddziale służyło ok. 20 000 żołnierzy wyznania islamskiego. Większość żołnierzy jednostki stanowili arabscy nacjonaliści. Wielki mufti Mohammad Amin al-Husajni był jednym z głównych wspierających legion, werbował on również nowych ochotników chcących wstąpić do oddziału.